# 外跨塘站
外跨塘站，是位于中国江苏省苏州市苏州工业园区（原跨塘老街）的一个铁路车站，距上海站75公里，位于苏州市区的东侧，属上海铁路局管辖。外跨塘站始建于1906年，1908年3月投入使用，1975年沪宁铁路复线化时东迁至现址，1996年车站停办客运及货运零担业务。外跨塘站现为四等站，仅办理列车通过避让业务，负责缓解苏州站的接车压力，不办理客货运业务。